# André Goupille
André Goupille est un résistant et passeur d'Indre-et-Loire pendant la Seconde Guerre mondiale. Son destin est assez singulier car son action est partagée par toute sa famille et son employée de maison Odette Métais. Tous sont capturés et envoyés en camps de concentration et tous en revinrent. Ils sont reconnus Justes parmi les Nations. Les écrits d'André Goupille ainsi que ceux de sa fille Élisabeth sont aussi des témoignages précieux pour la compréhension de l'Occupation et de la Résistance.

## Biographie

### Le vétérinaire de la Haye-Descartes
André Goupille est né le 20 janvier 1897 à Saint-Denis (depuis 1968 en Seine-Saint-Denis).
Il devient docteur vétérinaire et s'installe à La Haye-Descartes en 1922 où il se marie cette même année avec Jeanne Ballue (Jeanne Goupille). Il exerce au Grand Pressigny.
Le couple a des enfants : Élisabeth en 1924, Pierre en 1925, Louis en 1926 et Jean en 1927.

### Le passeur
Au moment de l'invasion allemande en mai 1940, la famille part vers le sud, à l'Ile d'Oléron. Élisabeth se souvient de son 18 juin 1940 :
« J'avais quinze ans. Nous étions en vacances dans notre maison de famille à l'île d'Oléron. C'était le 18 juin 1940. Mon père nous a convoqués pour écouter l'appel du général de Gaulle. Ensuite, il a renvoyé mes frères jouer et m'a retenue par le bras pour me dire que désormais, j'étais sous ses ordres et que je devrais le suivre jusqu'au bout du silence ». Ce sera littéralement le cas.
C'est ainsi qu'André Goupille allait s'engager avec toute sa famille dans la Résistance.
La famille Goupille rentre alors à la Haye Descartes, bien décidée à combattre l'occupant. la Ligne de Démarcation entre en vigueur le 25 juin 1940. Son premier tracé inclut La Haye Descartes et le Grand Pressigny en zone occupée. Le second et définitif tracé est mis en place en décembre 1940: La Haye Descartes et le Grand Pressigny sont alors séparés. Les ponts sur la Creuse sont également gardés. Le Docteur Goupille bénéficie naturellement de laisser-passer pour franchir la ligne et de bons d'essence pour exercer son métier de vétérinaire.
La famille Goupille se trouvait ainsi, dès 1940, à un kilomètre de la ligne de démarcation. Et ce fut tout la famille, sa femme Jeanne et leurs quatre enfants, Élisabeth (16 ans), Pierre (15 ans), Louis (14 ans) et Jean (13 ans) qui s’engagèrent dès cette date dans le réseau clandestin de passage qu’André avait mis en place.
Odette Métais, employée de maison chez les Goupille, y prit aussi sa part. Ces sauveurs firent ainsi
passer la ligne à des Juifs en détresse, des prisonniers de guerre évadés, des pilotes recherchés et des
résistants, au nombre de 2000 environ, ainsi que du courrier et des renseignements pour Londres. Ils
offraient parfois le gîte et la nourriture pendant plusieurs jours aux réfugiés. Le professeur Weill-
Raynal, juif évadé de Drancy, Mr et Mme Schiff Wertherimer et M Ben Sussan, Mme Sée
bénéficièrent de leur aide téméraire et gracieuse dont témoignent leurs lettres de gratitude à la famille
Goupille. 
La famille Goupille est en contact avec des réseaux du nord de la France comme le réseau du « Musée de l'Homme », comme ceux de l'abbé Péan, curé de Draché, et des personnes particulièrement actives comme Jacques Borgnet, chef scout à Tours, et Marie-Thérèse de Poix à Sepmes.
En octobre 1940, il fait passer la Ligne à plus d'une vingtaine de soldats algériens et marocains. Les soldats africains de l'armée française sont parfois exécutés sommairement par la Wehrmacht (Liste de massacres perpétrés par les forces allemandes en France durant la Seconde Guerre mondiale), mais on ne sait pas si André Goupille en avait connaissance.
Les troupes d'occupation affectées à la garde de la Ligne sont peu motivées par cette tâche. Le passage est facile, d'ailleurs des passeurs rémunérés exercent aussi.
À partir d'avril 1941, ces troupes sont remplacées par des soldats spécialisés beaucoup plus consciencieux et motivés par la Gestapo, on les appelle « les douaniers ». Le passage devient risqué, les passeurs rémunérés disparaissent. André Goupille est aidé par sa connaissance de la campagne, les fermiers proches de la Ligne, les laitiers de la laiterie de Rives, des cheminots de Chatellerault et de Ports-de Piles, les alibis que lui fournit son métier, qu'il peut présenter en allemand et la bienveillance de la population et des gendarmes locaux. Il est particulièrement aidé par les frères Vernat et Ludovic Tesserault. Le zèle des douaniers est encore relatif : André Goupille soupçonne même certains soldats de manquer volontairement leurs cibles. Un des enfants Goupille est cependant incarcéré dix jours à Tours. André Goupille lui-même est arrêté le 20 janvier 1942 pour avoir fait passer du courrier et incarcéré quatre semaines. Il se fait passer pour un trafiquant de marché noir et est relâché. Il s'installe alors seul à la Brémaudière du Grand Pressigny puis y est rejoint par toute la famille après l'invasion de la zone libre en novembre 1942.

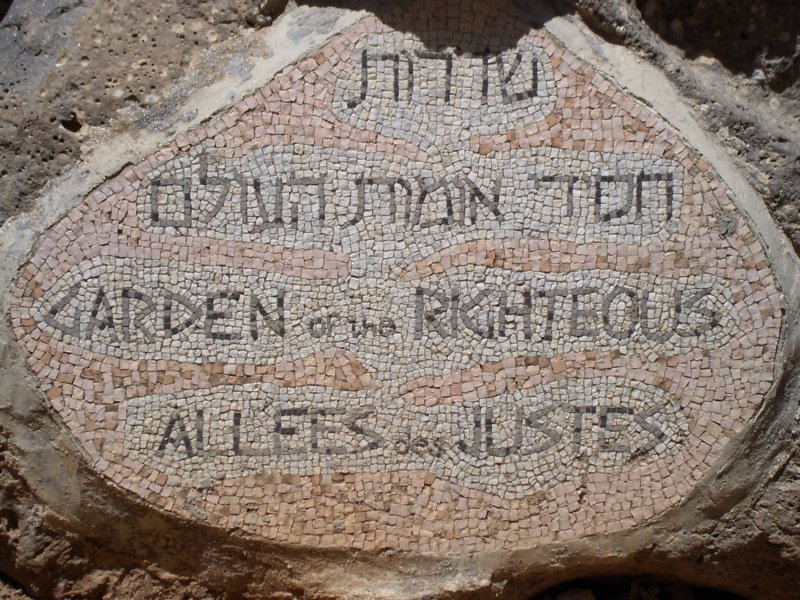
Mémorial de Yad Vashem, stèle trilingue.

Les personnes convoyées sont des aviateurs alliés abattus, des prisonniers évadés, des juifs, des réfractaires au S.T.O. à partir de 1943. Élisabeth prend le train pour aller chercher les clandestins dans l'ouest ou le nord de la France.

### Le Résistant et déporté
La ligne de démarcation est démantelée en février 1943. Il faut continuer à convoyer les aviateurs alliés, toujours plus nombreux, et cacher ceux qui sont pourchassés par la Gestapo et la Milice française. André Goupille s'emploie à en placer dans les fermes qui manquent de main d'œuvre. À partir de mai 1943 il organise des réceptions de parachutage dans la région. Ces parachutages sont préparés par Lucien Marchelidon et Louis Goupille. Une première perquisition est effectuée à la Brémaudière en décembre 1943 à la suite d'une dénonciation de gendarme du Grand-Pressigny.
La Gestapo introduisit des agents doubles dans les réseaux. André Goupille, sa sœur Simone GOUPILLE, Élisabeth et Pierre ainsi qu'Odette Métais, son fiancé Lucien Marchelidon et le frère de celui-ci sont arrêtés à la Brémaudière dans la nuit du 15 au 16 février 1944. Louis et Jean furent arrêtés dans leur collège. Jeanne  Goupille fut arrêtée le 25, elle avait pu prévenir d'autres résistants qui échappèrent ainsi aux camps. Emmenés à Tours, ils y furent torturés et "interrogés" (Clara Knecht). Mme Goupille y entendit une indiscrétion du chef de la Gestapo, comme quoi « cinq mille francs pour tout le groupe, ce n'était pas cher ».

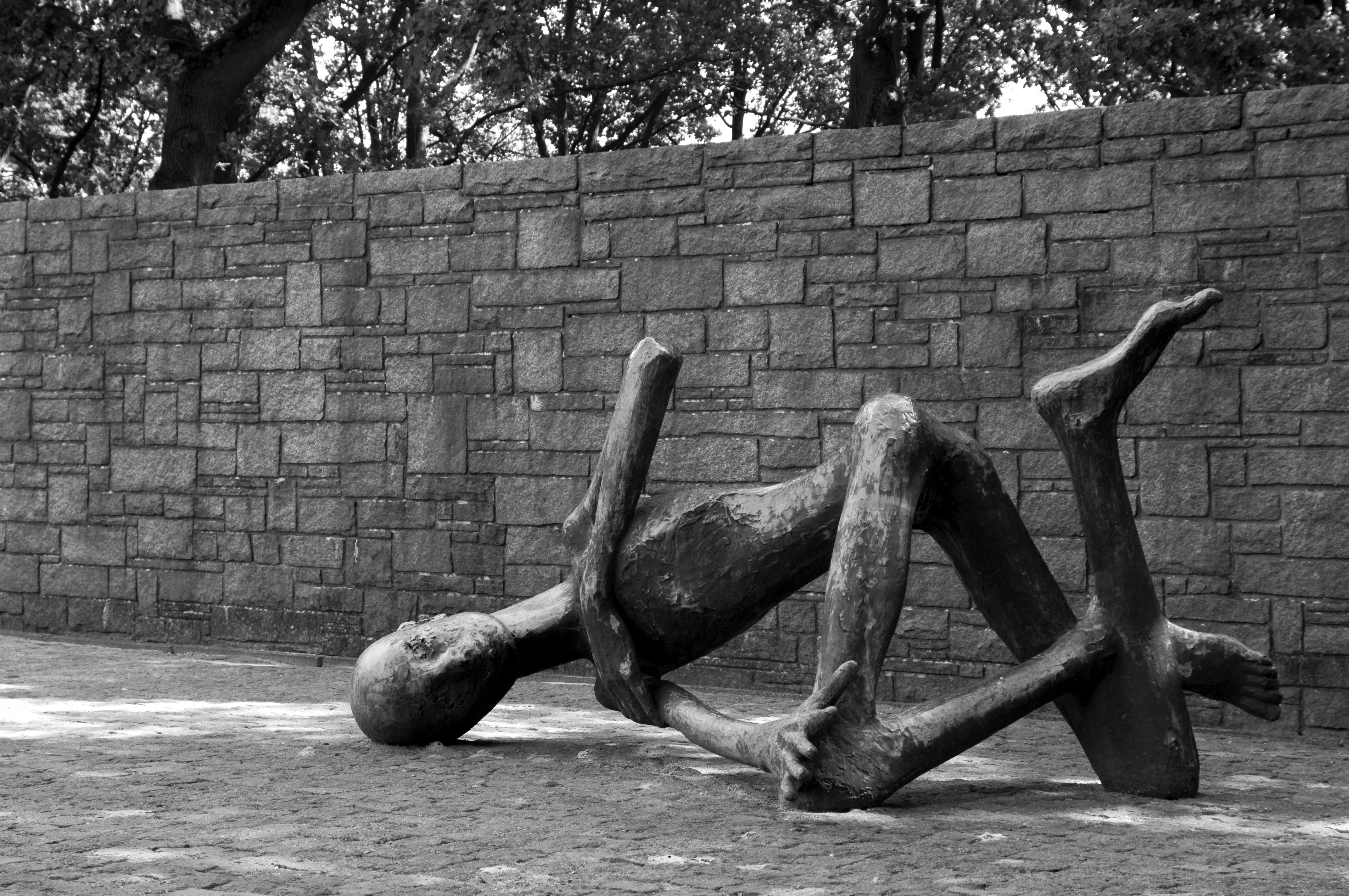
Le prisonnier mourant, sculpture de Françoise Salmon exposée au camp de concentration de Neuengamme où fut interné André Goupille.

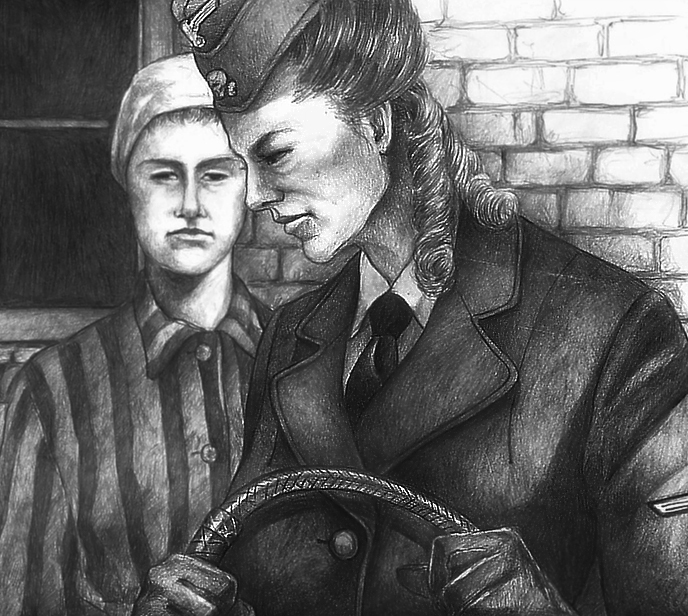
Prisonnière et surveillante SS (SS Aufseherin) dans un camp de femmes. Dessin de Joanna Czopowicz.

Les femmes furent internées à Ravensbrück et les hommes à Auschwitz et Buchenwald (Pierre, Louis, Jean), Mauthausen, Flossenburg, Neuengamme. Ils survécurent tous à la déportation, ce qui est exceptionnel pour l'ensemble d'une famille. Élisabeth et Jeanne furent exfiltrées par la Croix rouge vers la Suède le 2 mai 1945. Il était temps, Elisabeth quitte Ravensbrück dans le coma, ne pesant plus que 24 kg à vingt ans.
André Goupille revint s'installer à la Haye-Descartes et y continua son métier de vétérinaire. Il fut membre de la société archéologique de Touraine et s’intéressa à l'histoire de la Haye-Descartes. Les membres de la famille Goupille témoignèrent régulièrement de leur expérience de la Résistance et de la Déportation.
Il meurt le 22 octobre 1983 à Tours.

## Distinctions et hommages
- Médaille de la Résistance française (décret du 3 juillet 1946)
- Médaille de Juste parmi les nations. Ces médailles ont été attribuées à tous les membres de la famille en 2000 par Yad Vashem[12].
- Une rue de Descartes porte son nom.

### Livres sur la famille Goupille
- Les Goupille, une famille tourangelle dans la résistance un livre consacré à l'histoire de André GOUPILLE et à son action dans la résistance

- Un roman policier "La grange" de Laurent Moriceau a André Goupille pour l'un des personnages.

### Écrits d'Élisabeth et André Goupille
- Élisabeth Goupille-Lamaignère, Chienne de vie, je t'aime d'un amour fou ! , Association S'Père, Saint-Cyr-sur-Loire, 2007, 72p
- André Goupille, Élisabeth Lamaignère, De la Résistance au retour de déportation, l'histoire de mon père du 18 juin 1940 au 5 juin 1945, Dupli Print, 2000, 144p
- André Goupille, Mon village sous la Botte, La Haye-Descartes, Amicale des Anciens Combattants, Résistants et Déportés de la région de la Haye-Descartes, avril 1995, 206 p. (ISBN 2-85443-278-9).
- André Goupille est aussi l'auteur de contributions sur l'histoire de la Haye-Descartes[13].